# Richard Stettiner
Richard Stettiner (* 12. Mai 1865 in Berlin; † 15. Dezember 1927 in Ebenhausen bei München) war ein deutscher Kunsthistoriker, Museumsmitarbeiter und Denkmalpfleger jüdischer Abstammung.

## Leben und Werk
Richard Stettiner wurde als Sohn von Martin Stettiner und Mathilde Stettiner geb. Schwarzschild geboren und wuchs in großbürgerlichen Berliner Kreisen auf. Die kunstbegeisterten Eltern waren auch sozial sehr engagiert. Nach dem Studium der Kunstgeschichte, das er 1895 in Straßburg abschloss, schlug Richard Stettiner in Berlin unter Wilhelm von Bode die Museumslaufbahn ein. Neben wissenschaftlichen Arbeiten über mittelalterliche Bildhandschriften publizierte er in Ausstellungs- und Museumskatalogen und war Mitherausgeber der Zeitschrift Museum. 1900 wurde er wissenschaftlicher Assistent am Hamburgischen Museum für Kunst und Gewerbe. Er lehrte im Rahmen des allgemeinen Vorlesungswesens und an der Hamburger Universität und arbeitete auch für eine „Abwehrstelle“ gegen Kunstfälschungen.
Stettiner war Mitarbeiter des Direktors des Museums für Kunst und Gewerbe, Justus Brinckmann. Kurz nach Brinckmanns Tod 1915 eröffnete Stettiner bei einer Gedächtnisfeier die von dem ehemaligen Direktor vorbereitete Ausstellung „Die hamburgische Denkmäler-Inventarisation“. Stettiner hat bei der politischen Debatte um das erste Denkmalschutzgesetz für die Stadt 1919 eine Denkschrift erstellt. Nach Erlass dieses Gesetzes wurde er 1920 zum ersten Denkmalpfleger der Freien und Hansestadt Hamburg. Außerdem war er als Leiter der Denkmalschutzbehörde des Hamburger Senats tätig.
Stettiners Arbeit führte die Systematik Brinckmanns weiter und war geprägt vom Aufbau eines Denkmalarchivs sowie von der Denkmal-Inventarisation. Wichtig war ihm der Einsatz dieser Arbeitsmittel in Forschung und Öffentlichkeitsarbeit. Als Stettiner nach längerer Krankheit 1927 starb, hinterließ er trotz begrenzter Wirkungsmöglichkeiten das Amt des Denkmalpflegers als eine in Hamburg anerkannte Institution.
Mit seiner Frau, Eva Stettiner, hatte er eine Tochter. Er war Schwager Ludwig Geigers und Mitglied des Vereins Gesellschaft der Freunde, eines jüdischen Hilfsvereins in Berlin.

## Stettiner und die Fotografie
Als Kunsthistoriker verfolgte Stettiner mit großem Interesse die aufsteigende Kunstfotografie-Bewegung, die in Hamburg unter dem Patronat Alfred Lichtwarks, dem Leiter der Hamburger Kunsthalle, besonders präsent war. Stettiner bezeichnete Lichtwark als führende Instanz des Piktorialismus in Deutschland: „Will man heute über die künstlerische Photographie in Deutschland sprechen, so muss man immer wieder den Namen Lichtwark nennen.“ Er strebte im lichtwarkschen Sinne der Kunstpädagogik an, in Hamburg eine „Stätte edlen, aufblühenden Kunstgewerbes“ zu schaffen – in diesem Vorhaben inbegriffen war vor allem die Schulung des Geschmacks und der Erwartungen des Publikums an die Fotografie.
Stettiner sah die Fotografie in der Kunstwissenschaft als ein unentbehrliches Instrument: Sie leiste eine werkgetreue Wiedergabe der Kunst, unterstütze die Methode der Kunstwissenschaft und könne sogar durch den Standpunkt ihrer Aufnahme zu einem tieferen Verständnis des Kunstwerkes verhelfen. Der Kunsthistoriker müsse deswegen selber mit der Fotografie vertraut sein.
Was die Kunstfotografie betrifft, berief sich Stettiner wieder auf Lichtwark: „Für Lichtwark war die künstlerische Photographie eine Klasse in einem großen System, auf dem Wege des Dilettantismus der Kultur, d. h. Das Verständnis für Kunst und das Bedürfnis der Kunst als eine unentbehrliche Seite das Lebens, unter seinen Mitbürgern zu erhöhen.“ Durch die Kunstfotografie entstehe die Möglichkeit, einer „bis dahin fast nur mechanisch gepflegten Sache eine künstlerische Seite abzugewinnen“ und damit die „latente künstlerische Kraft“ zum Ausdruck zu bringen.

### Piktorialismus
Stettiners Aufsatz J. Craig Annan, in der 4. Ausgabe der fotografischen Zeitschrift Die Kunst in der Photographie erschienen, stellte eine Art schriftliches Interview mit dem gleichnamigen schottischen Künstlerfotografen dar. Stettiner fasste die Leitfragen folgendermaßen zusammen: „Der schriftliche ‚Interviewer‘ hatte vor Allem zu erfahren gewünscht, welcher Art die künstlerische und photographische Ausbildung des schottischen Künstlerphotographen gewesen sei, insbesondere in welchem Zusammenhang er mit der weltberühmten Firma: T. & R. Annan & Sons in Glasgow, der wir die vorzüglichen Reproduktionen von Kunstwerken in Glasgow und Edinburgh verdanken, stände.“ Im Text bezeichnete sich Stettiner selbst als „wissbegieriger Freund seiner [Craig Annans] Kunst“ und mochte anhand seiner Person exemplarisch darstellen, was wahre fotografische Kunst ausmacht.
Stettiner war ein großer Bewunderer Craig Annans und bezeichnete diesen als eine „echte Künstlernatur“. Er behauptete, dass Künstlerfotografen dann das Schönste leisten, wenn sie ihrem künstlerischen Instinkt folgen. Stettiner teilte die Kunstfotografie in zwei Hauptrichtungen ein: die eine ist „überaus geschickt, geschmackvoll, aber doch etwas manirirt“ (als Beispiel wird England genannt), während die andere vor Experimenten nicht scheut und sich von der Theorie nicht begrenzen lässt – hier sind die Schulen von Wien und Hamburg die Hauptrepräsentanten. Somit entstünden zwei „Lager“, zwei verschiedene Richtungen und ästhetische Zielsetzungen. Craig Annan gelang es, beide gleichzeitig zufriedenzustellen und bei deren Anhängern Anerkennung zu finden – noch ein Beweis für sein künstlerisches Können. Dem Profilbildnis der Miss Burnett, einer 1893 entstandenen und 1899 in Berlin ausgestellten Fotografie, wäre von allen, ohne Ausnahme, „die Palme zuerkannt“ worden. Stettiner zog daraus den Schluss, dass der Wert der „Werke von echtem Gehalte“ die Zeit überdauere und dass hierin der künstlerische Gehalt der Fotografie liege.
Stettiner äußerte sich in dem Text Gedanken eines Theoretikers über die Bildnisphotographie auch zur Berufsfotografie sowie zur künstlerischen Amateurfotografie. Erstere erwecke den Eindruck der Starrheit und Monotonie. Das liege aber weniger an den Fotografen, sondern vielmehr am Publikum, das solche typisierenden Bilder verlange. In diesem Sinne sei die Aufgabe der künstlerischen Porträtfotografen eine erzieherische: sie sollen den Geschmack und die Forderungen des Publikums schulen – wie auch Alfred Lichtwark betont hatte. Stettiner sah in der mangelnden Aufklärung des Publikums eine Bremse für die Entstehung von künstlerisch wertvollem Material.
Die künstlerische Porträtfotografie solle den entscheidenden Augenblick wiedergeben und bei dem Betrachter Interesse für das Charakteristische an einer Gestalt bzw. für die „Persönlichkeit als solche“ wecken. Gleichzeitig solle ein Porträt den Betrachter mit der dargestellten Gestalt in Kontakt setzen und fesseln: „Je länger man es betrachtet, desto intimer wird bei einem guten Bilde jener Contact werden. Fäden spinnen sich hin und her, und trennt man sich endlich, so kostet es Mühe, ja fast eine mechanische Anstrengung, um diese Fäden zu zerreissen.“ Kennzeichnend für ein fotografisches Kunstwerk sei auch die „Befreiung vom Moment, an den doch der Photograph thatsächlich gefesselt ist.“ In dieser Abhängigkeit von dem Moment bestehe ein wichtiger Unterschied zu der Porträtkunst in der Malerei, die laut Stettiner durchaus als Vorbild für die Fotografie fungieren solle, insbesondere, was die Aspekte der Abstraktion und Kombination angeht:

„Aber wie ein charakteristisches Bild erhalten? Der Maler erhält es durch Combination. Nachdem er sein Modell psychologisch durchdrungen zu haben glaubt, geht er zwar bei seinem Gemälde von dem Realen, von dem, was er vor sich sieht, aus, aber das Ergebnis seiner Kunst ist bei den grossen Portraitisten fast stets nicht die Wiedergabe eines bestimmten Moments, sondern eine durch Abstraction gewonnene Zusammenziehung einer Reihe verschiedener Momente.“

Das Erfassen dieses „entscheidenden Augenblicks“ sei eine Aufgabe, der man nur schwer, mit einem zielgerichteten Studium der Persönlichkeit und der nötigen Ausstattung gerecht werden könne – weshalb Stettiner davon ausging, dass nur wenige Fotografen in absehbarer Zeit künstlerisch hochwertige Bilder produzieren würden.

## Persönlichkeit und Engagement, Rezeption
Richard Stettiner wurde von wichtigen zeitgenössischen Persönlichkeiten sowie allgemein von seinen Mitmenschen sehr geschätzt. Er wurde als äußerst kompetent und engagiert beschrieben; seine Arbeit bedeute ihm sehr viel und er scheue nicht davor, sich für deren Vollendung aufzuopfern. Er setze sich für seine Ziele ein, „mit einer Ausdauer und Beharrlichkeit, die wenig sterblichen eigen ist.“ Außerdem wurde er als optimistischer Idealist bezeichnet, von Menschlichkeit und Gerechtigkeit geprägt, aber gleichzeitig fachlich und wissenschaftlich streng.
Laut Erwin Panofsky hat Stettiner mit seiner Promotionsschrift Die illustrierten Prudentiushandschriften einen wichtigen Beitrag zur Forschung geleistet, indem er „in seiner großen Arbeit über die Prudentiushandschriften mit instinktiver Sicherheit einen der ganz wenigen faßbaren Fäden gefunden und bloßgelegt hat, die die Kunst der Antike mit der des Mittelalters verknüpfen.“ Panofsky war es auch, der Stettiner als Gründer des kunstgeschichtlichen Seminars an der Universität Hamburg sah: „Auch sind wir stets der Tatsache eingedenk, daß er es war, der – uneigennützig wie immer – mit Hilfe einiger Freunde jene Sammlung von Arbeitsmitteln zusammenbrachte und stiftete, die den Studierenden der Kunstgeschichte eine erste äußere und innere Heimstätte bot, und die eigentliche Keimzelle unseres kunsthistorischen Seminars werden sollte.“ Stettiner wurde als ein exzellenter Lehrer dargestellt, von den Studenten sehr geschätzt und verehrt, vor allem, da er es geschafft habe, ein persönliches Vertrauensverhältnis zu ihnen aufzubauen: „Die Schüler haben es ihm gedankt und danken es ihm noch, und es darf uns eine Genugtuung sein, daß ihre herzliche Verehrung ihn für manches, was das Leben ihm versagte, in etwas entschädigt hat.“
Wolfgang Brinckmann, Sohn von Justus Brinckmann und Hamburger DDP-Politiker, äußert sich folgendermaßen zu der Person Stettiners: „Stets, wenn es galt, in unserem Kreise fortschrittlich eingestellter Männer wertvolles Kulturgut unseres Volkes zu schützen oder geistige Interessen Hamburgs zu fördern, stand er als Streiter uns zur Seite. Sein vielseitiges Wissen, sein tiefes Gefühl für geistige Werte und nicht zuletzt seine bei einem Nichthamburger doppelt bewundernswerte Kenntnis Hamburger Verhältnisse und Persönlichkeiten machte seine Mitarbeit für uns besonders wertvoll, und nur schwer werden wir uns daran gewöhnen, sie in Zukunft zu missen.“

## Publikationen

### Bücher
- Die Porzellanmanufaktur zu Vincennes und Sèvres. Berlin: Grote, 1893.
- Die illustrierten Prudentiushandschriften. Straßburg, Universität, Dissertation 1895.
- Ausstellung von Kunstwerken des Mittelalters und der Renaissance aus Berliner Privatbesitz, veranstaltet von der Kunstgeschichtlichen Gesellschaft 20. Mai bis 3. Juli 1898 von Wilhelm Bode, redigiert von Richard Stettiner. Berlin 1899.
- Das Webebild in der Manesse-Handschrift und seine angebliche Vorlage. Berlin: Spemann 1911.
- Justus Brinckmann und die hamburgische Denkmälerinventarisation. Hamburg: Hartung 1915.
- Das Kleinodienbuch des Jakob Mores in der Hamburgischen Stadtbibliothek. Eine Untersuchung zur Geschichte des Hamburgischen Kunstgewerbes um die Wende des 16. Jahrhunderts. Meissner 1916.
- Als Übersetzer: Thomas J. Cobden-Sanderso: Das Idealbuch oder das schöne Buch (The Ideal Book or Book Beautiful). Eine Abhandlung über Kalligraphie, Druck und Illustration und über das schöne Buch als ein ganzes. Ins Deutsche übertragen von Richard Stettiner. Berlin: Euphorion 1921.

### Zeitschriften und Aufsätze
- Die Photographie in der Kunstwissenschaft. In: Kunstchronik 7, 1896, 555–560.
- Gedanken eines Theoretikers über Bildnissphotographie. In:  Die Kunst in der Photographie 1, 1897, 49–52.
- Einleitung. In: Die Kunst in der Photographie 4, 1900, 1–8.
- J. Craig Annan. In: Die Kunst in der Photographie 4, 1900, 29–36.
- Motiv – Vorsatz – Papiere von Wilhelm Rauch. In: Deutsche Kunst und Dekoration, illustr. Monatshefte für moderne Malerei, Plastik, Architektur, 	Wohnungskunst u. künstlerisches Frauen-Arbeiten, 15 (Oktober 1904), 86–89.
- Paul Trummer und das Museum für Kunst und Gewerbe. In: Zeitschrift des Vereins für hamburgische Geschichte 20, 1915, S. V-VIII.
- Vom kunstgewerblichen Export. In: Probleme der angewandten Kunst. Im Auftrage des Vorstandes von Alfred Rohde und Hans Dorén herausgegeben. Jahresgabe 1926 des Kunstgewerbevereins zu Hamburg. Hamburg 1926, 58 Seiten.
- Als Herausgeber: Das Museum. Eine Anleitung zum Genuss der Werke bildender Kunst, hrsg. von Richard Stettiner und Wilhelm Spemann, 1.1896 – 11.1911[?]. Berlin; Stuttgart.